# أمين باسي
أمين باسي (27 نوفمبر 1997) هو لاعب كرة قدم محترف، يلعب كلاعب خط وسط لنادي هيوستن دينامو في الدوري الأمريكي لكرة القدم، ولد في فرنسا ويمثل المغرب دولياً.

## روابط خارجية
- أمين باسي على موقع رابطة كرة القدم الفرنسية للمحترفين (الإنجليزية)
- أمين باسي على موقع الدوري الأمريكي (الإنجليزية)
- أمين باسي على موقع إي إس بي إن إف سي (الإنجليزية)
- أمين باسي على موقع قاعدة بيانات كرة القدم.إي يو (الإنجليزية)
- أمين باسي على موقع ليكيب (الفرنسية)
- أمين باسي على موقع Soccerbase.com (لاعب) (الإنجليزية)
- أمين باسي على موقع Soccerway.com (الإنجليزية)